# 殷元良

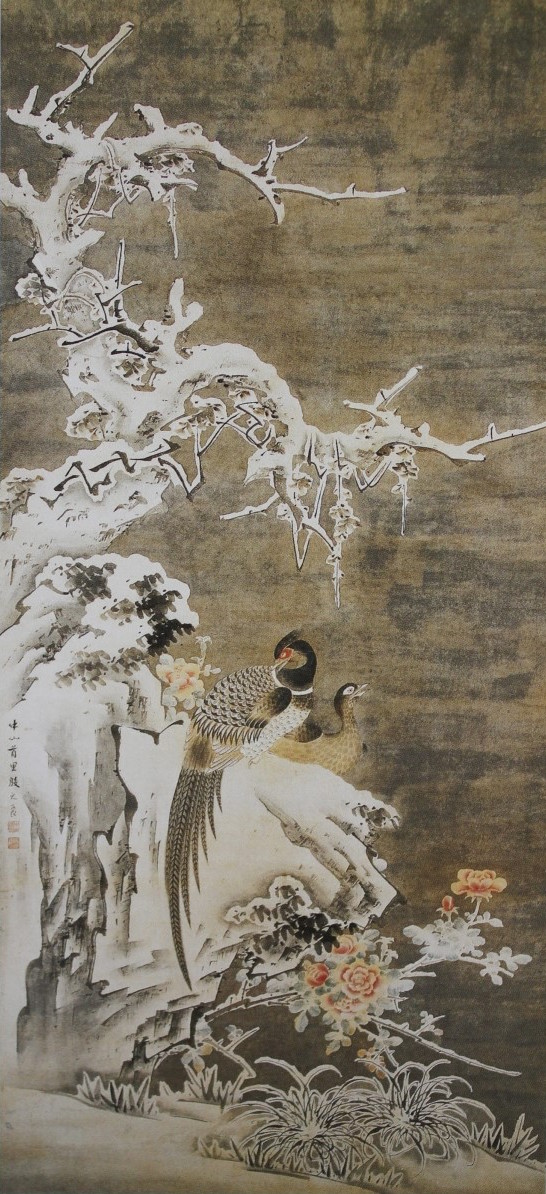
殷元良筆『紙本着色雪中雉子の図』（沖縄県指定有形文化財、沖縄県立博物館・美術館所蔵）

殷 元良（いん げんりょう、康熙57年12月21日（1719年2月9日） - 乾隆32年3月29日（1767年4月27日））は、琉球王国の画家。琉球画壇の代表的絵師の一人。和名は座間味 庸昌（ざまみ ようしょう）。字は廷器。

## 概要
仲松里之主親雲上庸象と眞満の次男に生まれ、6、7歳で絵を描き始める。父は絵より字を練習するよう叱ったが、こっそり絵を描いたという。7、8歳で天才少年として評判になり、12歳のときより宮廷で育てられて山口宗季（呉師虔）に絵を学ぶ。
三司官・蔡温より「廷器」の字を、また尚敬王より印を賜る。
1752年、進貢使の「大筆者」として清に渡り、帰国後に尚敬王の御後絵を描いた。花鳥画や山水図にすぐれた。のち座間味間切総地頭となり、50歳で没した。作品に『山水図』・『鶉（うずら）図』・『神猫図』・『雪中雉子の図』などがある。

## 主な作品
以下の作品は沖縄県の有形文化財に指定されている（いずれも県の所有で、沖縄県立博物館・美術館所蔵）。
- 『絹本着色花鳥図』1幅・1979年（昭和54年）4月9日指定[5][6]
- 『紙本着色雪中雉子の図』1幅・1979年（昭和54年）4月9日指定[5][7]
- 『紙本墨画竹の図』1幅・1982年（昭和57年）3月4日指定[5][8]

### 『沖縄文化の遺宝』所載の作品
鎌倉芳太郎『沖縄文化の遺宝 写真編』（岩波書店）には、殷元良名義で作品の写真が所収されている。いずれも鎌倉が大正年間に撮影したものである（所載作品は以下の通り）。
- 『粟鶉図』（p. 254、同部分p. 255）
- 『神猫図』(伝殷元良筆、p. 256）
- 『夏景山水図』（p. 257）
- 『秋景山水図』（p. 258）
- 『雪景花鳥図』（上記『絹本着色雪中雉の図』と同一と思われる）